# Juventus Football Club (Orange Walk)
Pour l’article homonyme, voir Juventus (homonymie).
Le Juventus Football Club est un club bélizien de football basé à Orange Walk Town.

## Palmarès
- Championnat du Belize de football (5)
  - Champion : 1996, 1997, 1998, 1999, 2005